# Anna von Polen

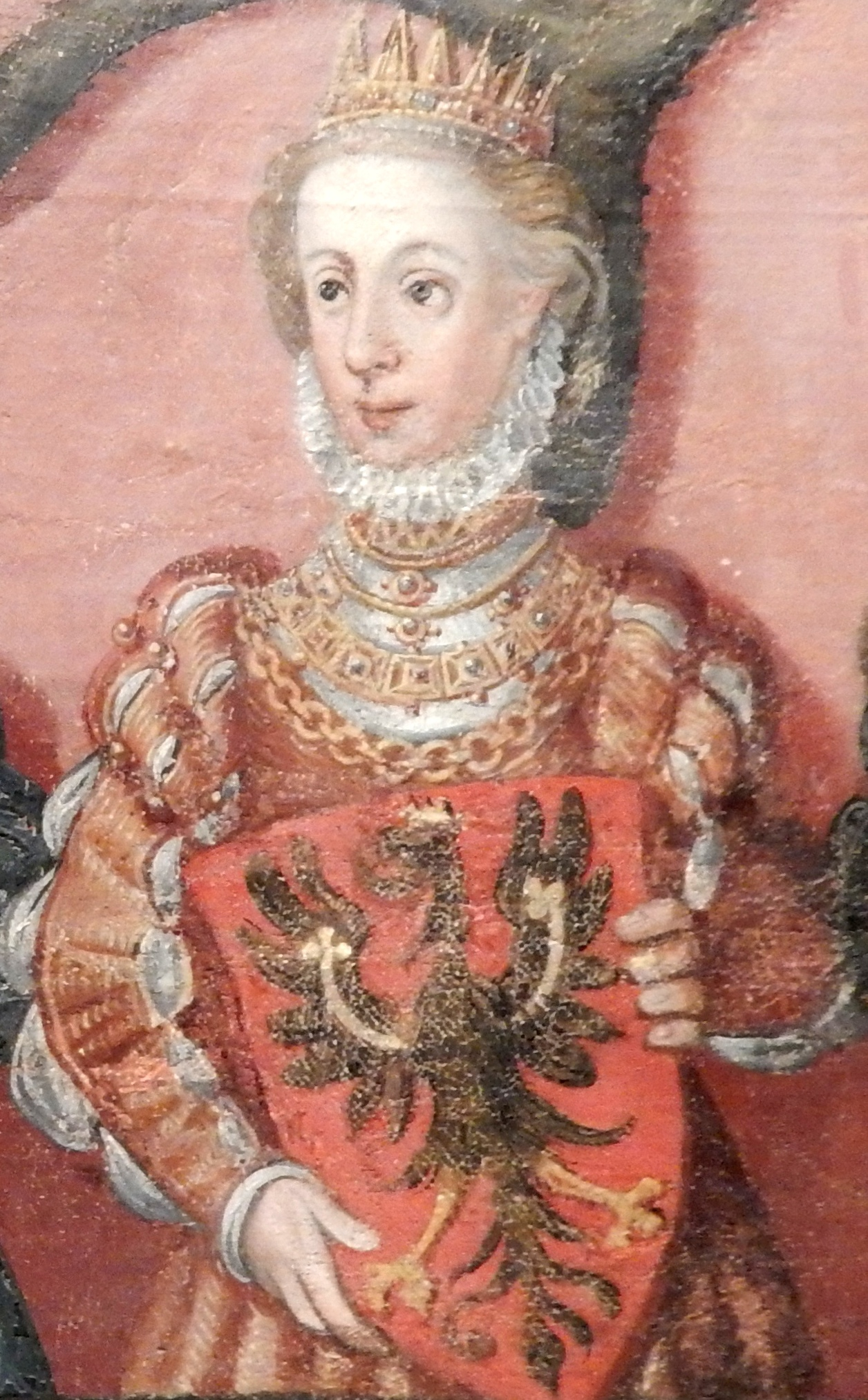
Anna von Polen, aus dem Stammbaum der Greifen von Cornelius Krommeny, 1598.

Anna von Polen (auch Anna Jagiellonica, polnisch Anna Jagiellonka, litauisch Ana Jogailaitė; * 12. März 1476 in Nessau; † 12. August 1503 in Ueckermünde) war eine polnische Prinzessin aus der Jagiellonen-Dynastie und durch Heirat Herzogin von Pommern.
Anna war eine Tochter des polnischen Königs Kasimir IV. und dessen Ehefrau Elisabeth von Habsburg.

## Leben
Nachdem Herzog Bogislaw X. von Pommern nach dem Tod seiner ersten Gemahlin Margarete von Brandenburg im Jahre 1489 Witwer geworden war, warb er bereits 1490 um die erst vierzehnjährige Prinzessin Anna. Am 2. Februar 1491 fand die Hochzeit in Stettin unter großen Feierlichkeiten statt. 
Herzog Bogislaw X. nahm die Vermählung mit der polnischen Königstochter zum Anlass, seinen bislang einfachen Hofstand glänzender einzurichten. Die Ehe war offenbar glücklich und, wie aus einigen Briefen des Herzogs an seine Gemahlin hervorgeht, von wirklicher Liebe getragen. Nach dem Urteil des Historikers Martin Wehrmann übte Herzogin Anna „einen wohltätigen Einfluss auf den rauhen und wenig gebildeten Gemahl aus“.
Als Herzog Bogislaw X. von 1496 bis 1498 in das Reich und weiter über Venedig in das Heilige Land reiste, führte Herzogin Anna für ihn in Pommern die Regierung. Dabei stand ihr ein Regentschaftsrat zur Seite.
Herzogin Anna starb bereits im Jahre 1503. Sie wurde in Eldena beigesetzt.
Herzogin Anna und Herzog Bogislaw X. hatten die folgenden Kinder:
- Anna (* 1492; † 1550), heiratete im Juni 1515 Herzog Georg I. von Liegnitz und Brieg
- Georg I. (* 1493; † 1531)
- Kasimir (* 1494; † 1518)
- Elisabeth († vor 1518)
- Barnim (* vor 1501; † vor 1501)
- Sophia (* 1498; † 1568), Gemahlin von Friedrich I. von Dänemark, ab 1525 Königin von Dänemark
- Barnim IX. (* 1501; † 1573)
- Otto (* vor 1503; † vor 1518)

Im 21. Jahrhundert steht in der Stettiner Schlossstraße eine aus Sandstein gearbeitete Paar-Skulptur zu Ehren von Bogislaw X. mit Anna Jagiellonka mit dem Datum 1491.